# Зофка Кведер
Зофка Кведер (словен. Zofka Kveder; 22 квітня 1878, Любляна — 21 листопада 1926 року, Загреб) — словенська письменниця, перекладачка і журналістка, лідерка феміністського руху Словенії і Хорватії.

## Життєпис
Зофка Кведер народилася 22 квітня 1878 року в Любляні в сім'ї помічника залізничного провідника Янеза Кведера і Нежи Кведер (уродженої Легат). Мала двох молодших братів: Алоїзія (нар. 1882) та Віктора (нар. 1884). Батько, схильний до алкоголізму, не залишався довго на одному місці, тож незабаром родина покинула Любляну і переїхала в село. По закінченні сільської школи в 1888 році Зофка продовжила навчання в школі при монастирі в Любляні. Згодом це стало причиною її атеїстичного світогляду.
Після повернення до сім'ї виявила, що батько спивається, а мати шукає розради в релігії. Шістнадцятирічна Зофка на кілька місяців пішла з дому, працювати секретаркою в конторі землеміра, а незабаром покинула дім назавжди. Однією з причин цього було насильство з боку батька. У 1897 році Зофка знайшла роботу переписувачки в адвокатській конторі в Любляні. В цей же час починає писати перші оповідання.
У 1899 їде до Швейцарії, щоб вступити до Бернського університету, однак грошей на навчання не вистачає, і Кведер залишає університет. В січні 1900 року переїздить до Мюнхена, однак не може оплачувати проживання і через місяць перебирається до Праги.
У 1901 році народила дочку Владошу. У 1903 році одружилась цивільним шлюбом із Володимиром Єловшеком, з яким познайомилась у Празі. У 1906 році пара переїжджає до Загреба. В 1906 і 1911 Зофка народила доньок Марію та Миру. В 1912 році через зради Єловшека шлюб розпадається, і Кведер робить спробу самогубства.
В 1913 році Кведер одружується з журналістом Юраєм Деметровичем. Після здобуття Зофкою літературного успіху та під час її феміністської діяльності Деметрович, зайнятий роботою в югославському уряді, починає віддалятися від дружини. У 1919 році вмирає старша дочка Кведер, що сильно відбивається на здоров'ї письменниці. До 1926 року Кведер відвідує різні курорти, а коли самопочуття поліпшується, Деметрович повідомляє, що чекає дитину від іншої, і вимагає розлучення. Це забирає у Кведер бажання жити, і 21 листопада 1926 року вона чинить самогубство.
Після загибелі Кведер представниці багатьох жіночих організацій Європи приїжджають віддати їй останню шану.

## Кар'єра
Кведер належить до другого покоління словенського натуралізму, поряд з Етбіном Крістіаном і Алоїзом Крайгером. Розквіт її творчості припав на час, коли натуралізм вже не був центральним напрямком словенської літератури. У творах Кведер знайшли відображення загальні тенденції європейської феміністської літератури, також простежувані у творчості Хедвіг Дом, Франциски цу Ревентлов, Габріеле Рейтер і Еллен Кей.
Творчість Зофки Кведер зробила її однією з лідерок феміністського руху Словенії. Сприяли цьому й контакти з відомими феміністками Європи, які вона завела в Бернському університеті. Кведер виступала на установчих зборах Загальної асоціації словенських жінок, закликаючи до боротьби за рівні права для жінок, а також відзначаючи необхідність пропаганди сімейних цінностей.
Перші твори Кведер публікує в жіночій газеті «Словенка». Це замітки про становище жінок, зокрема, питання нерівної оплати праці та недоступності університетської освіти. У січні 1899 року Кведер запрошена на роботу до центральної редакції «Словенки» в Трієсті.
Навесні 1900-го побачила світ дебютна збірка оповідань Кведер — «Misterij žene», яку словенські критики сприймають негативно через, на їхню думку, зайву увагу авторки до проблем жінок. Однак у 1901 році три оповідання зі збірки передруковує віденський журнал «Dokumente der Frauen». Написані за свіжими спогадами про життя, перші оповідання Кведер сповнені болю і страждань, драматично розкриваючи становище жінки в тогочасній Словенії.
У 1906 році в Загребі Кведер стає редакторкою жіночої програми «Frauenzeitubg» до газети «Agramer Tagnlat».
У 1914 році Кведер видає перший роман — «Njeno življenje», в якому вона відходить від зображення жінки-жертви, приділяючи увагу всім сторонам жіночності.
Свій найвідоміший роман — «Hanka» — Кведер публікує в 1917 році, тоді ж починає видавати журнал «Ženski svijet», присвячений феміністському руху в слов'янських країнах.
У 1915 році, під час Першої світової, Кведер обирають делегаткою від Хорватії для участі в Міжнародному жіночому конгресі в Гаазі, однак вагітність не дозволяє їй взяти в ньому участь.
Марта Тауск, австрійська соратниця Кведер по жіночому руху, назвала її людиною цілеспрямованою, сміливою і щиро зацікавленою у проблемах жінок різного віку і соціального становища.

### Проза
- «Na kmetih»
- «Misterij žene»
- «Odsevi»
- «Iz naših krajev»
- «Iskre»
- «Njeno življenje»
- «Vladka in Mitka»
- «Vladka, Mitka in Mirica»
- «Hanka»
- «Veliki in mali ljudje»

### П'єси
- «Ljubezen»
- «Amerikanci»
- «Arditi na otoku Krku»